# 일기예보 (음악 그룹)
일기예보(日氣豫報) 또는 일본활동명인 웨더 포캐스트(Weather Forecast)는 나들(박영렬), 강현민이 있던 남성 2인조 듀엣그룹이었으며 1993년부터 1999년까지 활동을 했다.

## 구성원
강현민과 나들(박영렬), 정구련이 활동했으며, 정구련은 일기예보 2집 《떠나려는 그대를》 이후에 탈퇴했다.

### 강현민
- 생년월일 : 1969년 9월 15일(55세)
- 소속그룹 : 러브홀릭스, 러브홀릭
- 소속사 : 플럭서스뮤직
- 데뷔 : 일기예보 1집 《일기예보》
- 주요곡 : 〈인형의 꿈〉, 〈그대만 있다면〉, 〈She〉 등

### 나들
- 본명 : 박영렬
- 생년월일 : 1968년 8월 2일(56세)
- 학력 : 백석대학교 대학원 목회학 석사
- 소속사 : CRETIVE Gil, 지웍스엔터테인먼트 (대표)
- 데뷔 : 일기예보 1집 《일기예보》
- 탈퇴 : 1999년
- 주요곡 : 〈좋아좋아〉, 〈자꾸자꾸〉, 〈식사부터 하세요〉 등
- 기타 활동
  - 2000년 디슨펠라스 1집 《Decent Fellas》 발매
  - 2010년 5월 첫 솔로앨범 《날아 올라》 발매

### 정구련
- 생년월일 : 1968년 10월 1일(56세)
- 학력 : 서울대학교 체육교육학과
- 데뷔 : 일기예보 1집 《일기예보》
- 탈퇴 : 1995년

## 개요

### 1989~1993년
- 1989년 대학생 연합 요들송 동아리 알핀로제에서 초기 멤버 노영심을 접하고 MBC 강변가요제 본선 출전, 일기예보 결성
- 1993년 1집 《일기예보》 발매
- 1994년 2집 《떠나려는 그대를》 발매, 정구련 탈퇴(1995년 솔로 독립)
- 1995년 3집 《좋아좋아》 발매
- 1996년 4집 《일기예보4》 발매
- 1997년 5집 《Beautiful Girl》 발매, 전격 해체

### 2000년 이후 (해체 이후 근황)
- 2000년 나들이 디슨펠라스에서 활동을 했지만 건강에 문제가 생기는 바람에 1집 《Decent Fllas》 발표 후 해체
- 2001년 강현민은 일기예보 해체후 솔로앨범인《She》발표
- 2002년 강현민과 뉴 푸른하늘 등을 거친 이재학이 오디션을 통해 뽑은 지선을 영입하여 러브홀릭 결성
- 2003년 러브홀릭 1집《Florist》발매
- 2006년 지선의 탈퇴로 러브홀릭 활동 잠정 중단
- 2007년 일기예보 스페셜앨범 《For Everlasting》 발표
- 2008년 러브홀릭이 러브홀릭스로 재결성
- 2009년 러브홀릭스가 디지털 싱글 〈Butterfly〉를 발매, 영화《국가대표》에 수록, 첫 번째 정규 음반 《In the Air》 발매
- 2010년 나들의 첫 솔로 앨범 《날아 올라》 발매
- 2011년 나들의 디지털 싱글 `일곱시 반 그녀` 발매
- 2011년 나들의 디지털 싱글 `색다른 걸` 발매

## 같이 보기
- 동경만경(일본어판) - '그대만 있다면'이 일본드라마 오프닝송으로 쓰였으며, 한국어 노래가 일본드라마 BGM으로 쓰인 것은 최초라고 함
- 카하라 토모미 - '그대만 있다면' 일본어 버전 커버